# Чёрная игуана
Чёрная игуана (Ctenosaura acanthura) — ящерица семейства игуановых (Iguanidae).
Общая длина достигает 1,4 м. Наблюдается половой диморфизм — самцы значительно больше самок. Спинной гребень состоит из длинных шипов, проходящих по центру спины. Цвет кожи чёрный с белым или кремовым рисунком. Голова коротковата. Туловище крепкое, конечности хорошо развитые с крепкими пальцами. На длинном хвосте этой игуаны имеется килеватая чешуя.
Любит скалистую, каменистую местность. Подвижная, быстро передвигается по вертикальной поверхности. Часто греется на камнях. Прячется в расщелинах или трещинах. Питается цветами, листьями, плодами растений, мелкими животными, яйцами и членистоногими. С возрастом ящерицы становятся более травоядными.
Яйцекладущая ящерица. Спаривание происходит весной. Через 8—9 недель самка откладывает в гнёзда в земле до 24 яиц. Через 90 дней появляются молодые игуаны. Они зелёного цвета с коричневыми отметинами.
Эндемик Мексики. Живёт на востоке страны — от центральной части штата Тамаулипас к перешейку Теуантепек, до штатов Веракрус и Оахака.

## Описание
Внешний вид
Взрослые особи достигают размеров 60-91 см.
Молодые игуаны до года окрашены в зеленый цвет. Взрослые игуаны имеют темный окрас - от коричнево-серого до черного, живот грязно-белого цвета, по спине проходит высокий спинной гребень

## Размножение
Спаривание черных игуан происходит в конце зимы – начале весны, чаще всего в феврале.  В кладке до 50 яиц. Самки черных игуан самостоятельно готовят место для кладки, вырывая подходящую нору в песчаной почве. Инкубационный период у черных игуан составляет около 90 дней. Все малыши появляются на свет зелеными, но у некоторых видов могут быть в черную полоску или с коричневыми вкраплениями. Молодняк вылупляется и самостоятельно выходит наружу, разрывая песок.